# Tonnarella
Tonnarella di Furnari o semplicemente Tonnarella (Tùnnaredda in siciliano) è una frazione del comune di Furnari, situata a circa 4,5 km a nord del capoluogo comunale.

## Etimologia
Inizialmente denominata Furno, nata come un ridotto di barche a poca distanza dalla Torre di guardia o Torre Forte di Furnari, che si ritiene abbia alloggiato il Re Ruggero II d'Altavilla.
Il nome di Tonnarella deriva dalla tonnara posta presso l'antica Torre dei Saraceni, risalente al 1479 ed abbattuta agli inizi del Novecento. Successivamente, dopo anche la demolizione dell'ormai vetusta torre di guardia, il ridotto di Furnari, denominato allora "Furno", fu cambiato in "Tonnarella", verso la metà dell'Ottocento.

## Geografia fisica
Si trova sulla costa tirrenica, lungo l'omonima strada provinciale. Le località più vicine sono quelle di Furnari, Portorosa e Terme Vigliatore.

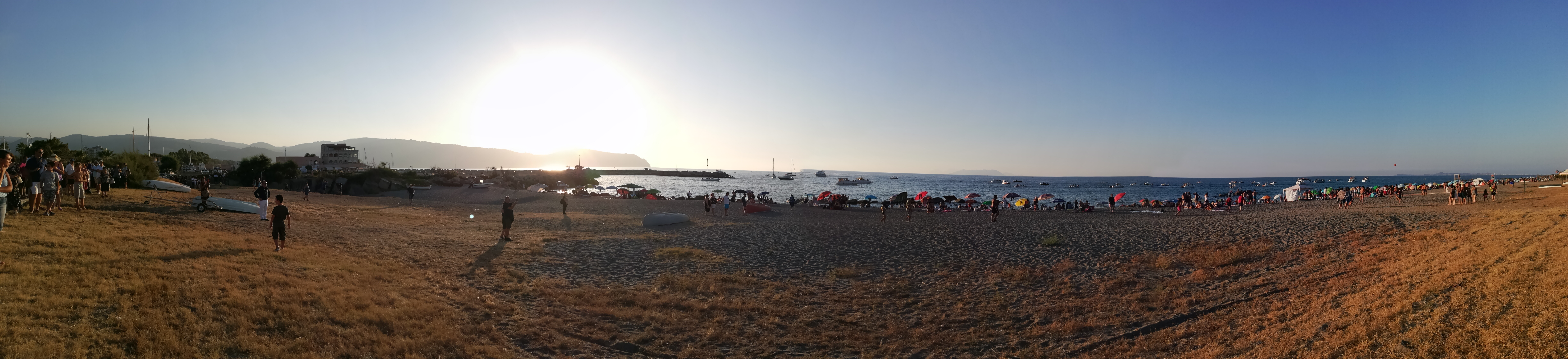
La spiaggia

## Storia
La torre di guardia fu costruita nel 1479 dalla famiglia Furnari, per poi essere acquistata l'anno successivo da una nobile famiglia di origini trapanesi, i "Cubbi". Tutto il territorio portava il nome della famiglia, e fu così che si costruirono le prime casupole di pescatori.
Nel 1757, al Principe di Furnari, nonostante avesse ottenuto la Real Concessione, fu proibito dal Tribunale del Real Patrimonio  di mettere in esercizio la Tonnara in quanto non distava più di tre miglia da quella di Oliveri, come enunciava un ordine di anzidetto Tribunale del 15 aprile 1757. Solo attraverso la compravendita, da parte del barone Pirrello di Furnari, di un'altra tonnara, questa volta dislocata a Salicà, frazione di Castroreale, si riuscì a mettere in funzione la tonnara di Furnari.
La Torre della Tonnara di Furno fu una torre di difesa costiera che faceva parte del sistema di torri costiere della Sicilia quale sistema difensivo di avvistamento di navigli saraceni. Infatti le coste mediterranee erano tormentate dai corsari barbareschi e dai corsari ottomani. Tanto più necessaria era la torre in quanto doveva difendere i frutti della pesca e della lavorazione del tonno dell'annessa tonnara.
La sua dislocazione coincide con l'attuale Contrada "Torre Forte" di Tonnarella.
Tramite il Regio Decreto del 4 agosto 1913 n. 983, pubblicato sulla Gazzetta Ufficiale del 26 agosto 1913 n. 199, provvedimento divenuto attivo dal 1º settembre 1913, venne decretato il trasferimento della "Delegazione di porto di Furnari" (nel Compartimento marittimo di Messina) dal comune omonimo alla frazione "Tonnarella", assumendo il nome di "Delegazione di porto di Tonnarella" (Furnari).

## Monumenti e luoghi d'interesse

### Chiesa Maria Santissima di Trapani
Già al tempo in cui sorse Tonnarella c'era una piccola cappella di proprietà dei "Cubbi", ove si venerava un'immagine della Madonna in alabastro  che richiamava quella della Madonna di Trapani, città natale del proprietario. La statua è ancora esistente e si trova nella chiesa sorta nel secolo scorso. Ai piedi di questa si trova lo stemma nobiliare dei "Cubbi".
La leggenda racconta che circa 80 anni fa, alcuni pescatori provenienti da Trapani con delle barche a vela, portando con loro la statua di una Madonna, si imbatterono in un temporale e fecero naufragio. Sentendo prossima la fine, i naufraghi fecero un voto: se la Madonna li avesse salvati, in qualsiasi posto avessero toccato terra, le avrebbero costruito una chiesa. Dopo non poche peripezie, approdarono sulla spiaggia di Tonnarella e qui, come avevano promesso, costruirono una chiesetta nella quale lasciarono la loro Madonnina che, da allora, diventò la patrona della frazione di Tonnarella.
Tramite il Decreto del Capo provvisorio dello Stato, del 3 ottobre 1946 n.739, venne riconosciuta, agli effetti civili, l'erezione della Parrocchia di "Santa Maria di Trapani", intitolata in onore della Madonna.
La chiesa di Tonnarella venne ultimata nel febbraio 1965, nello stesso luogo dove era stata costruita la prima Chiesa, demolita nel luglio del 1961 perché molto piccola e ormai fatiscente. La chiesa è a pianta rettangolare e a navata unica.

### Altre architetture
- Monumento al Pescatore: rappresenta le origini marinare della frazione di Tonnarella ed è situato nella Piazza del Pescatore, la piazza principale nel centro abitato.

## Economia

### Turismo
Tonnarella è la frazione a vocazione turistica del comune di Furnari, e da diversi decenni ha ottenuto un eccellente flusso turistico estivo, unitamente ad un poderoso sviluppo edilizio.

## Feste e tradizioni
La festa di Maria Santissima di Trapani, la seconda domenica di agosto, è divenuta negli anni motivo di richiamo per migliaia di persone che provengono dai paesi più vicini poiché, oltre alla processione per le vie del paese, la statua della Madonna viene portata a mare sulle barche dei pescatori del luogo, in un'incantevole quanto splendida processione che inizia al tramonto, e che da Tonnarella giunge fino ai paesi limitrofi. Al rientro la statua viene accolta sulla spiaggia da splendide fiaccolate.

## Infrastrutture e trasporti

### Strade
Tonnarella è situata lungo l'omonima strada provinciale, la SP99. Il casello autostradale più prossimo è quello di Falcone sull'Autostrada A20, distante circa 3 km.
Dagli anni ottanta, in concomitanza della realizzazione dell'approdo turistico di Portorosa, vi era l'idea di realizzare uno svincolo autostradale per Portorosa; recentemente vi è il progetto della realizzazione dello svincolo "Furnari-Portorosa".

### Ferrovie
Tonnarella è servita dalla ferrovia Palermo-Messina.
Lo scalo ferroviario è quello di Novara-Montalbano-Furnari a 3,5 km di distanza da Tonnarella.

### Autolinee
- Da Tonnarella l'AST effettua collegamenti extra-urbani nei giorni feriali con Furnari, Portorosa, Falcone, Terme Vigliatore, Tripi, Patti, Barcellona Pozzo di Gotto, Milazzo e Messina.

## Sport
La squadra di calcio locale è l'Asd Pro Tonnarella, che milita nel campionato di Seconda Categoria girone C Sicilia. Nella sua storia vanta anche campionati di Promozione.